# Hypomecis costaria
Hypomecis costaria är en fjärilsart som beskrevs av Achille Guenée 1858. Hypomecis costaria ingår i släktet Hypomecis och familjen mätare. Inga underarter finns listade i Catalogue of Life.